# 장영태
장영태(1968년~)는 대한민국의 화학자이자, 교수이며, 기초과학연구원 복잡계 자기조립연구단 부연구단장직을 맡고 있다.

## 수상
- 2023년: 국제유기화학재단 요시다상[1][2]